# دوشان كوفاتش
دوشان كوفاتش (بالسلوفاكية: Dušan Kováč)‏ هو مؤرخ وكاتب سلوفاكي، ولد في 3 يناير 1942 في هوميني في سلوفاكيا.

## وصلات خارجية
- دوشان كوفاتش على موقع IMDb (الإنجليزية)
- دوشان كوفاتش على موقع قاعدة بيانات الفيلم (الإنجليزية)